# شل کلهپه
شل کلهپه (انگلیسی: Kjell Kleppe؛ ۹ دسامبر ۱۹۳۴ – ۱۸ ژوئن ۱۹۸۸) دانشمند در زمینه بیوشیمی اهل نروژ بود.